# IC 5381
IC 5381 је спирална галаксија у сазвјежђу Пегаз која се налази на листи објеката дубоког неба у Индекс каталогу.
Деклинација објекта је + 15° 57' 55" а ректасцензија 0h 3m 11,1s. Привидна величина (магнитуда) објекта IC 5381 износи 14,1 а фотографска магнитуда 14,9. IC 5381 је још познат и под ознакама UGC 7, MCG 3-1-19, CGCG 456-23, PGC 212.